# Martin Marietta Corporation
Martin Marietta Corporation var ett amerikanskt tillverkningsföretag som verkade inom försvars- och rymdfartsindustrin. De utvecklade och tillverkade främst robotvapen, rymdfarkoster och rymdraketer.

## Historik
Företaget grundades 1961 när The Martin Company och American-Marietta Corporation fusionerades med varandra. 1982 utsattes Martin Marietta för ett fientligt övertagande efter att Bendix Corporation hade köpt en majoritetspost i företaget. Företagsledningen i Martin Marietta svarade med att sälja av allt som inte hade med deras kärnverksamheter att göra och la ett fientligt bud på Bendix med hjälp av United Technologies Corporation och i elfte timmen blev Bendix själva uppköpta av Allied Corporation (idag Honeywell International, Inc.) och hela övertagandet av Martin Marietta gick i stöpet. 1993 köpte man GE Aerospace och General Dynamics Corporations dotterbolag som hade hand om Atlasprogrammet för $3,05 miljarder respektive $209 miljoner. Året efter blev man listad på New York Stock Exchange (NYSE) och la ett bud på Grumman Aerospace Corporation till ett värde av $1,93 miljarder, Grumman krävde dock $2,04 miljarder för att slutföra en fusion. Martin Marietta delade inte samma uppfattning som Grumman på grund av sjunkande efterfrågan för krigsmateriel inom den inhemska försvarsindustrin. Det slutade dock med att Northrop Corporation lade sig i och erbjöd Grumman $2,1 miljarder, det accepterades och resulterade i att Northrop Grumman Corporation grundades. Den 30 augusti samma år meddelade Martin Marietta och konkurrenten Lockheed Corporation att de hade för avsikt att fusioneras med varandra, fusionen slutförded den 15 mars 1995 och det nya kombinerade företaget fick namnet Lockheed Martin Corporation. 1996 beslutade Lockheed Martin att knoppa av sitt dotterbolag inom byggnadsmaterial till att vara ett självständigt bolag, det fick företagsnamnet Martin Marietta Materials Inc.

## Produkter

### Drönare
- AQM-127 SLAT
- Martin Marietta Model 845

### Luftfarkoster
- Martin X-23 PRIME
- Martin Marietta X-24A
- Martin Marietta X-24B

### Robotvapen
- AGM-12 Bullpup
- AGM-62 Walleye
- AGR-14 ZAP
- ASALM
- Commercial Titan III
- FGM-148 Javelin
- LGM-118 Peacekeeper
- M712 Copperhead
- MGM-31 Pershing
- MGM-51 Shillelagh
- MGM-134 Midgetman
- Sprint

### Rymdfarkoster
- Magellan
- Mars Polar Lander
- Viking 1
- Viking 2
- WIND

### Rymdraketer
- Atlas I
- Atlas II
- HGM-25A Titan I
- LGM-25C Titan II
- Titan IIIA
- Titan IIIB
- Titan IIIC
- Titan IIID
- Titan IIIE
- Titan IV
- Titan 23G
- Titan 34D

### Galleri

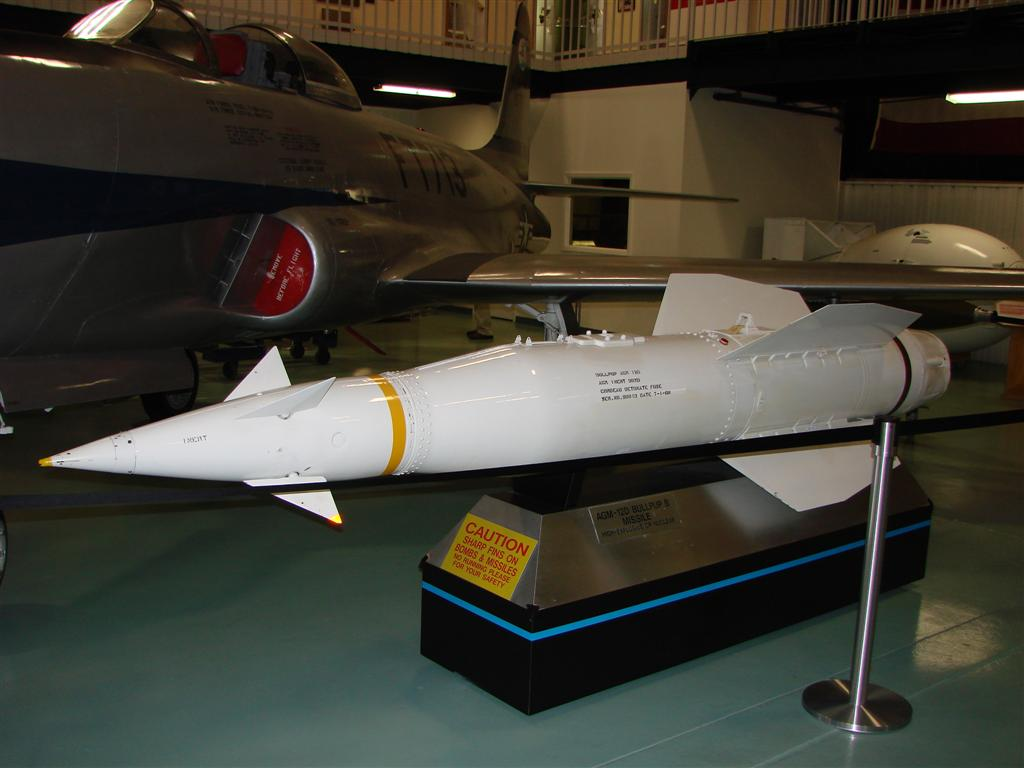
AGM-12 Bullpup.
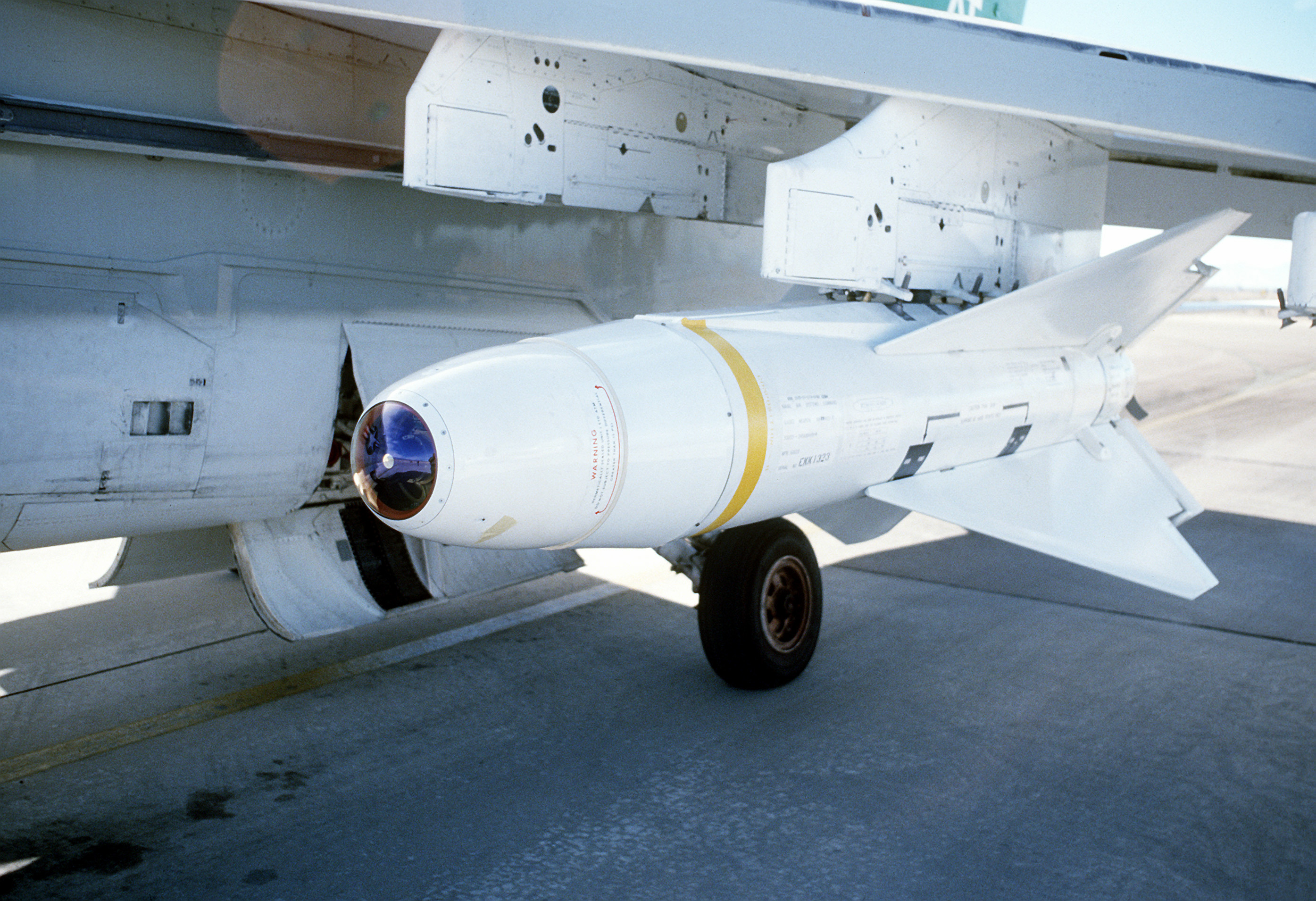
AGM-62 Walleye.
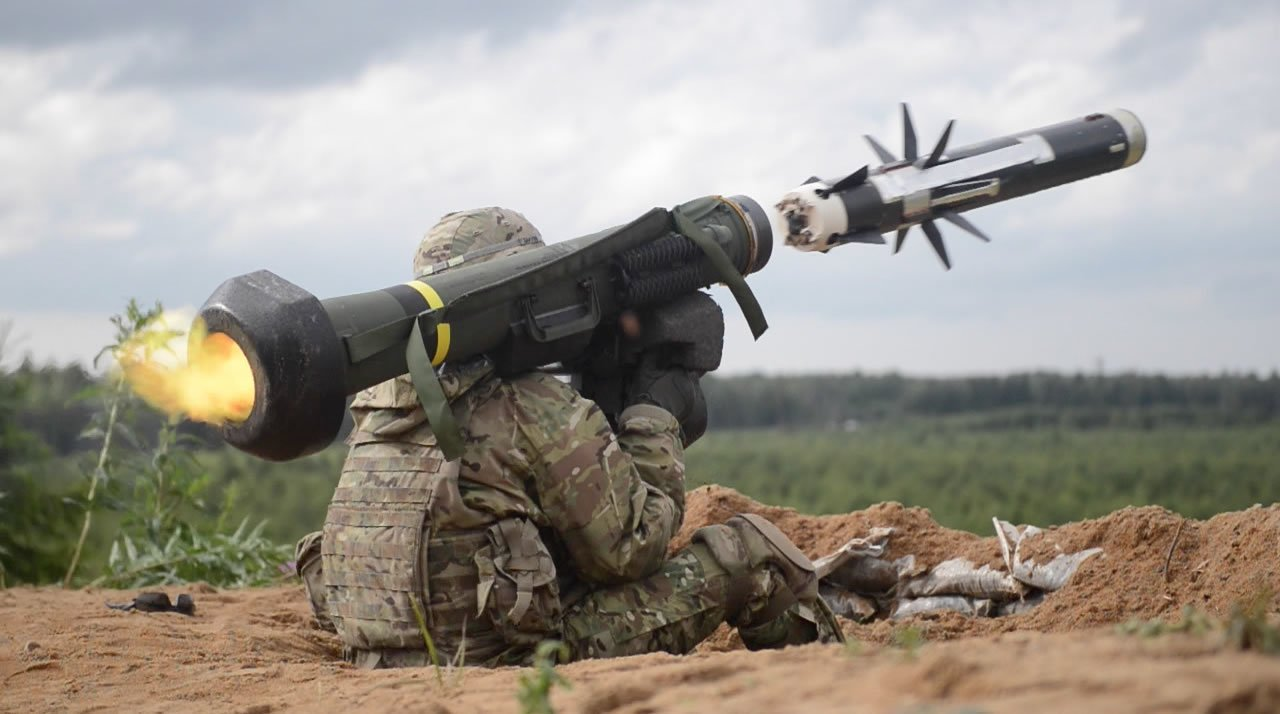
FGM-148 Javelin.
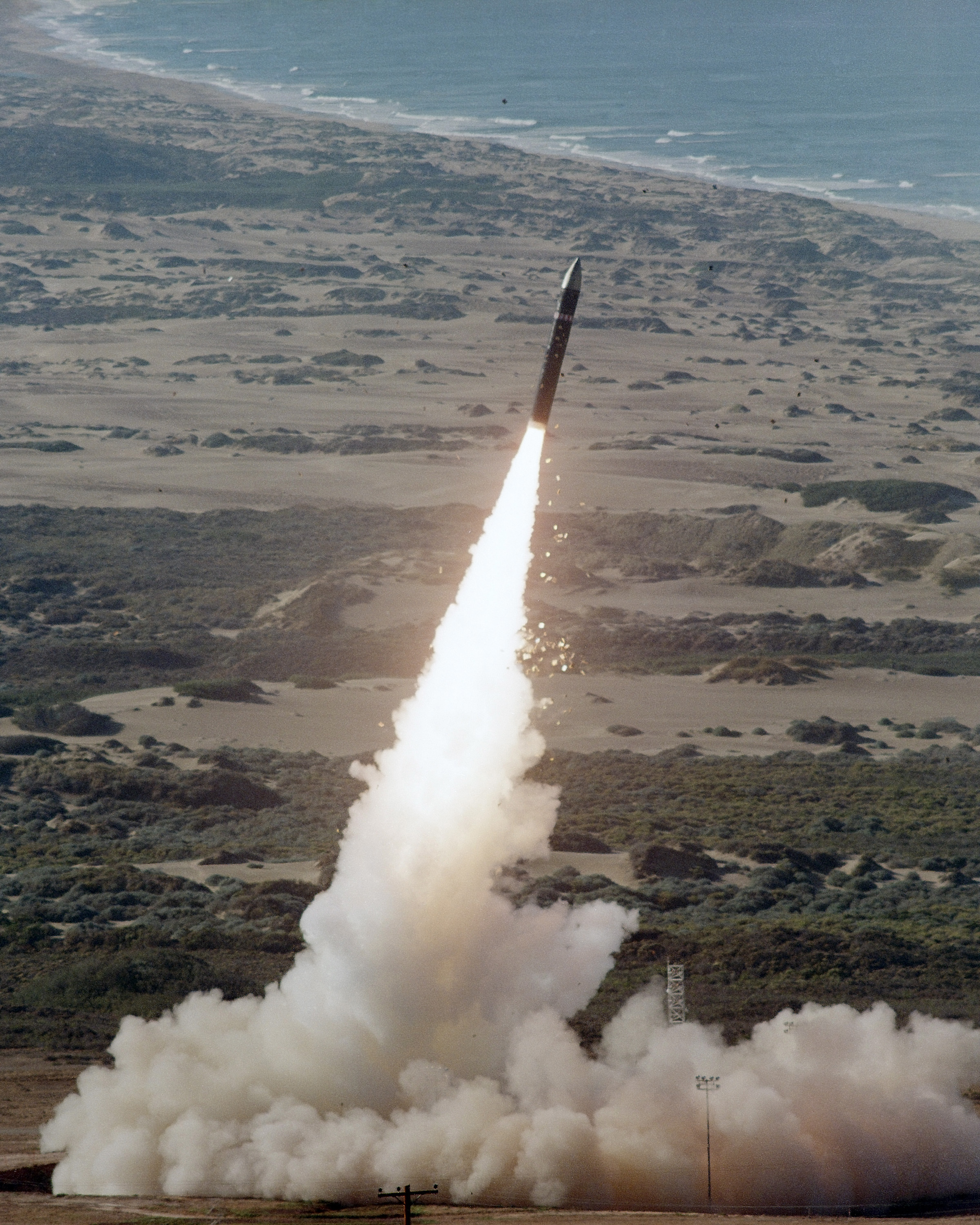
LGM-118 Peacekeeper.
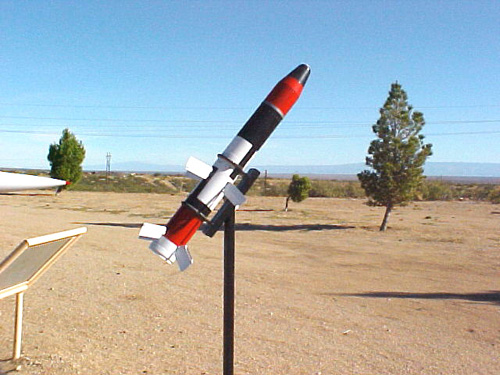
M712 Copperhead.
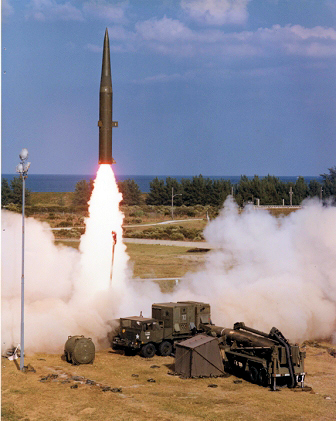
MGM-31 Pershing.

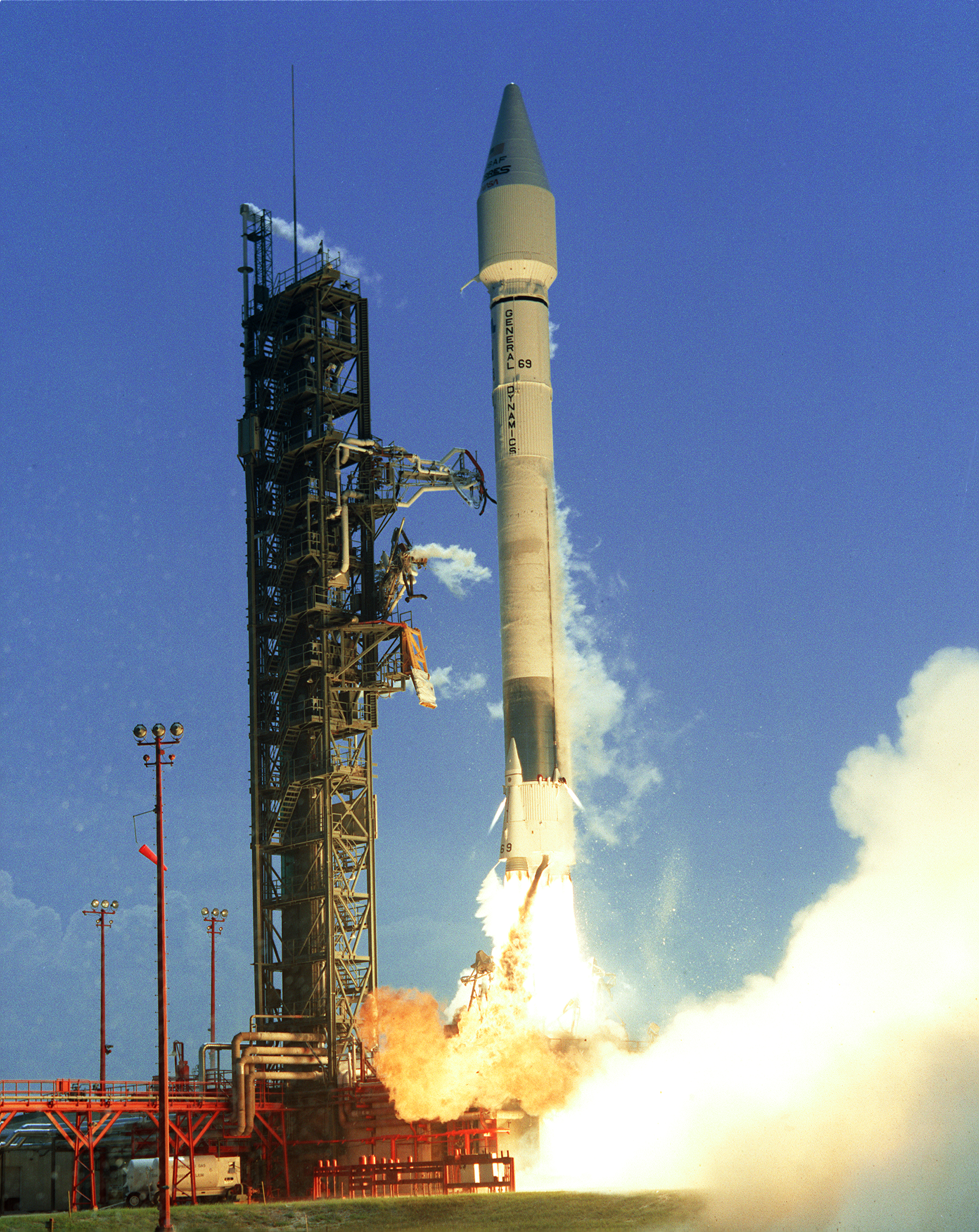
Atlas I.
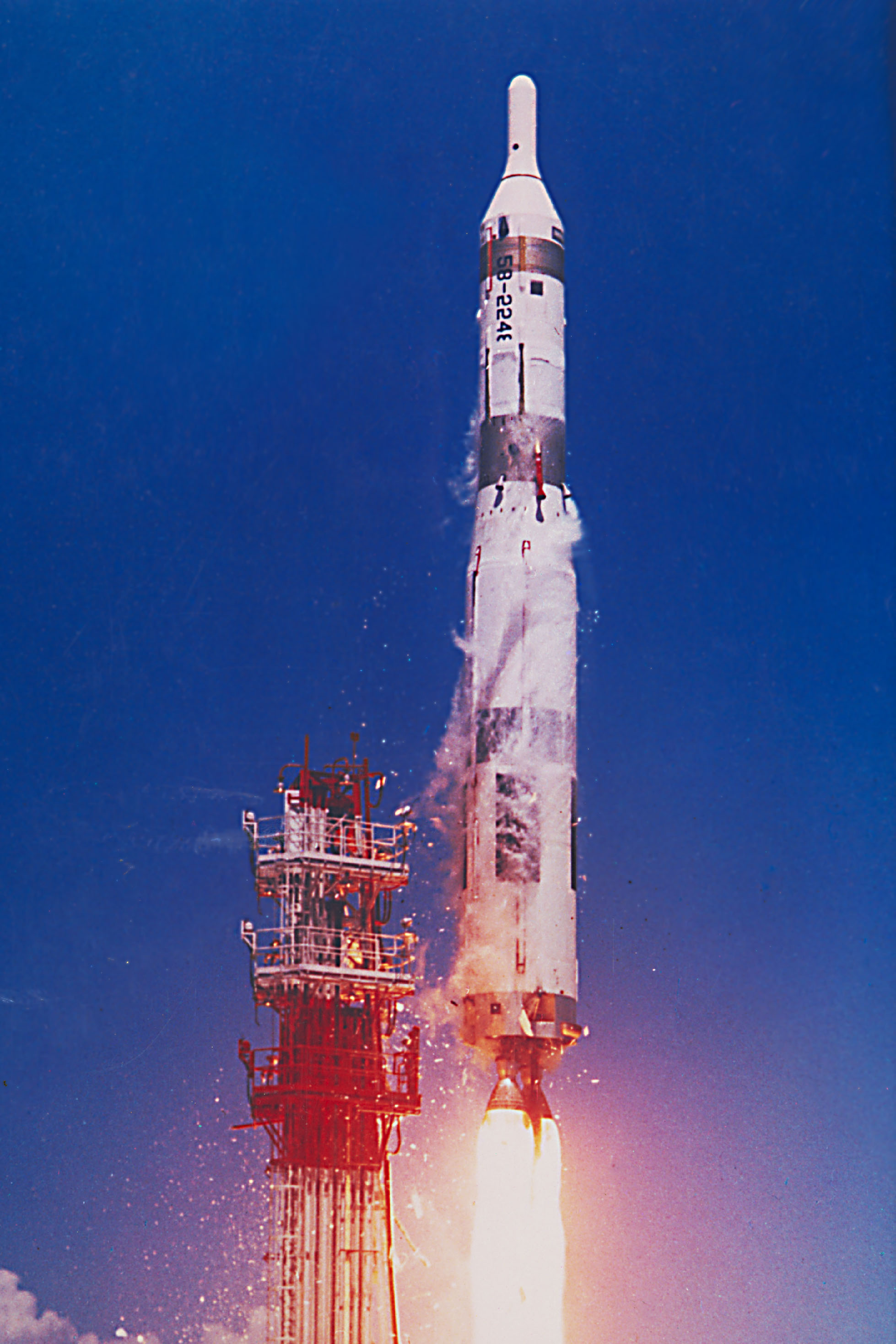
HGM-25A Titan I.
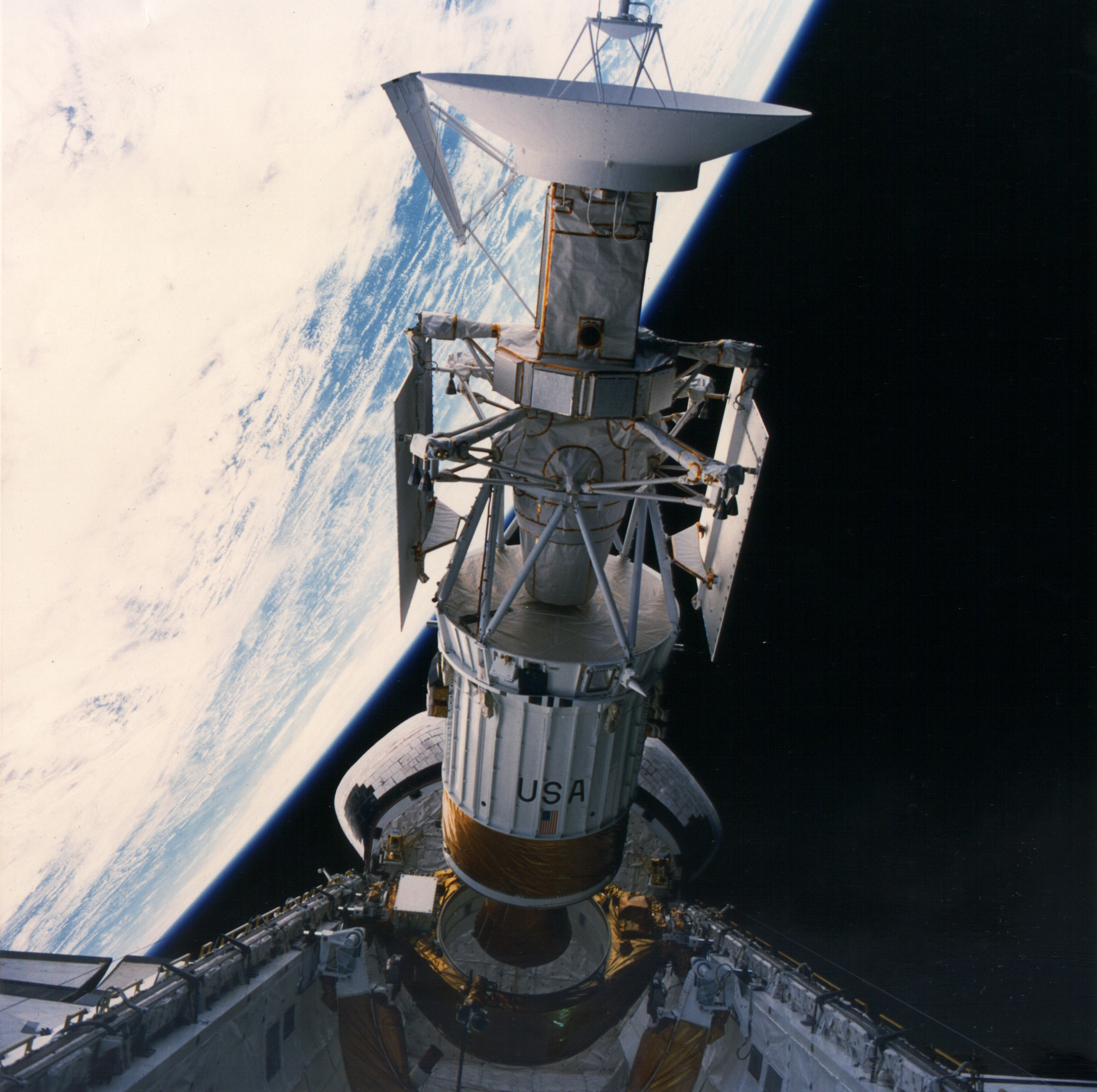
Magellan.
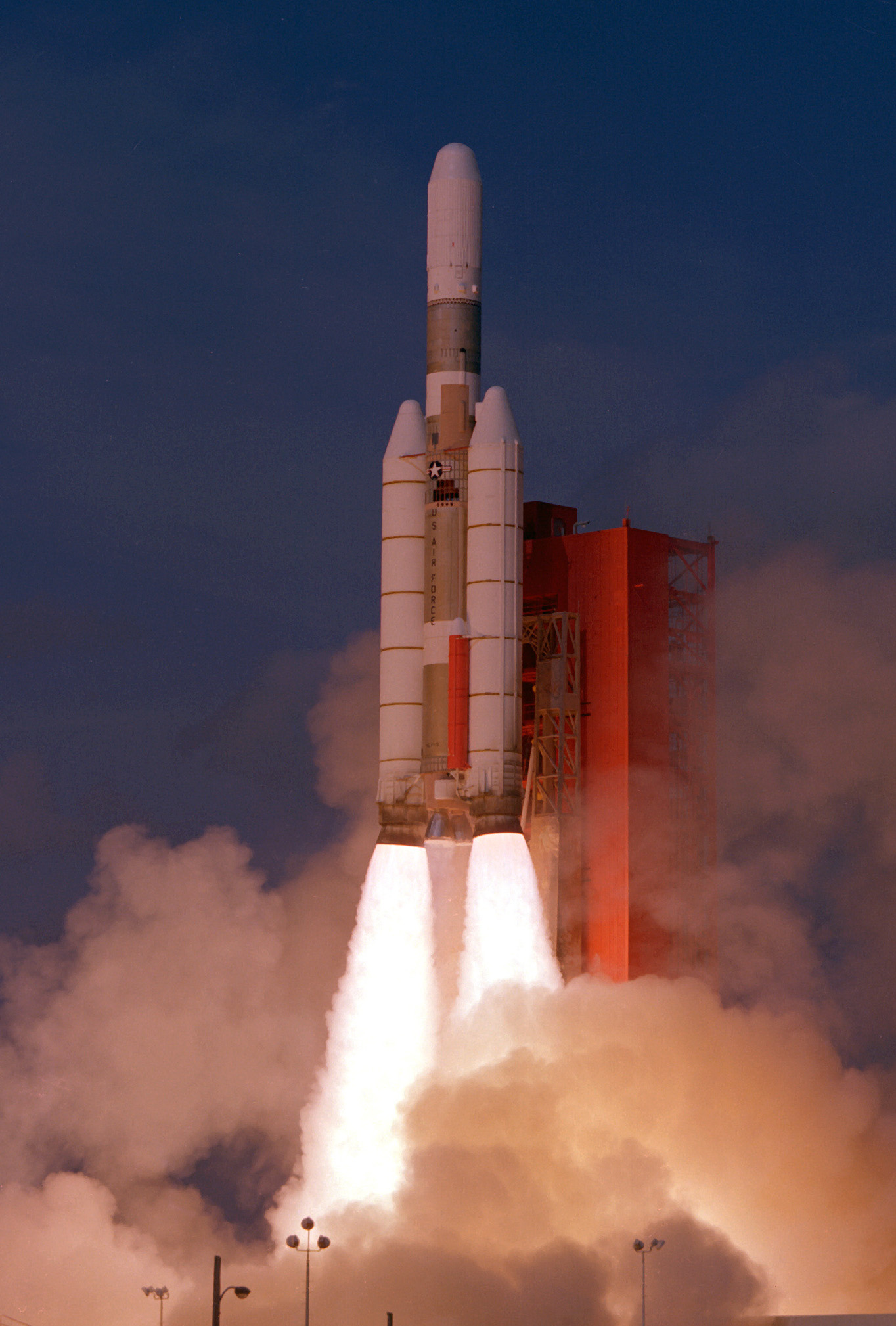
Titan IIIC.
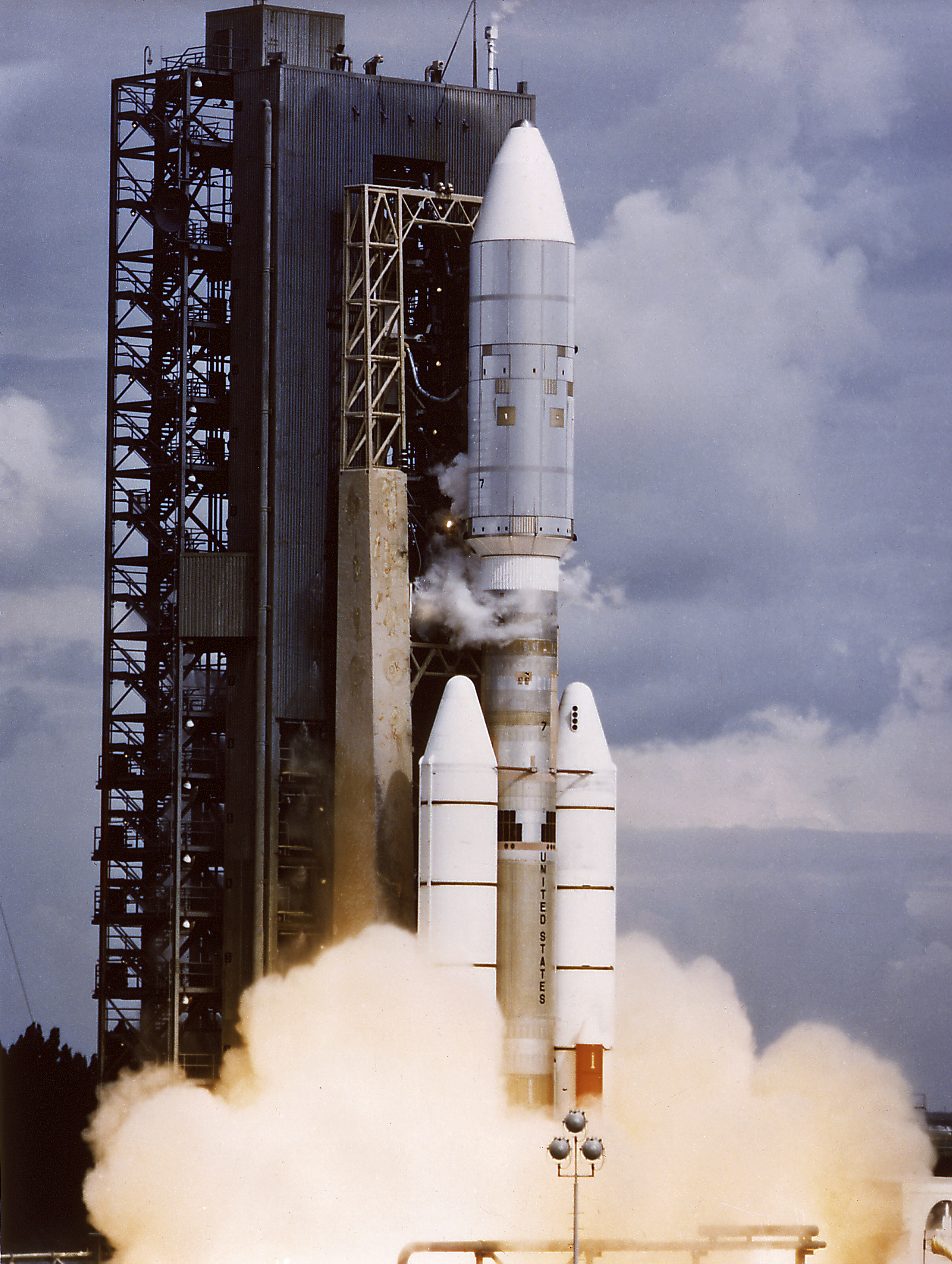
Titan IIIE.
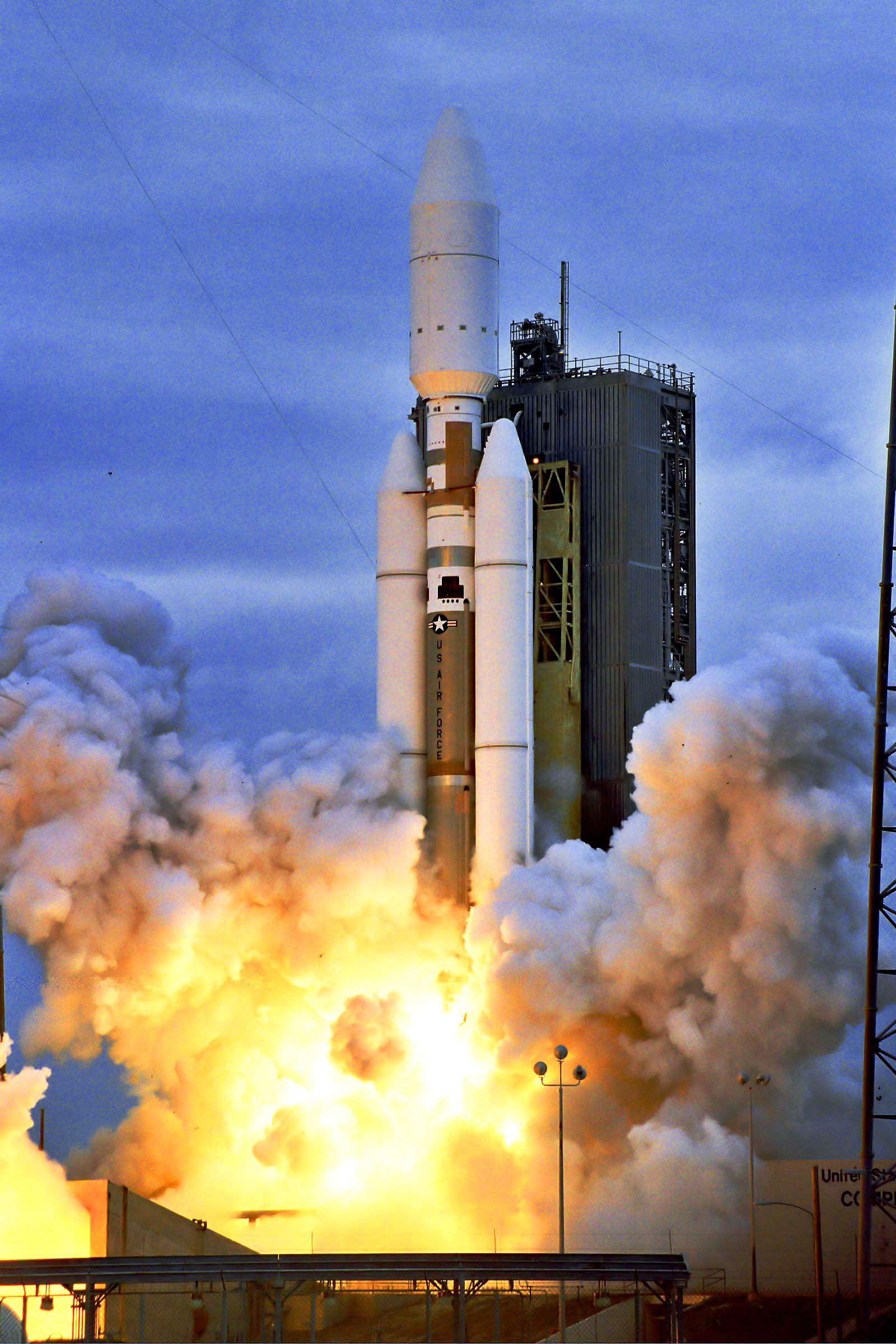
Titan IV.
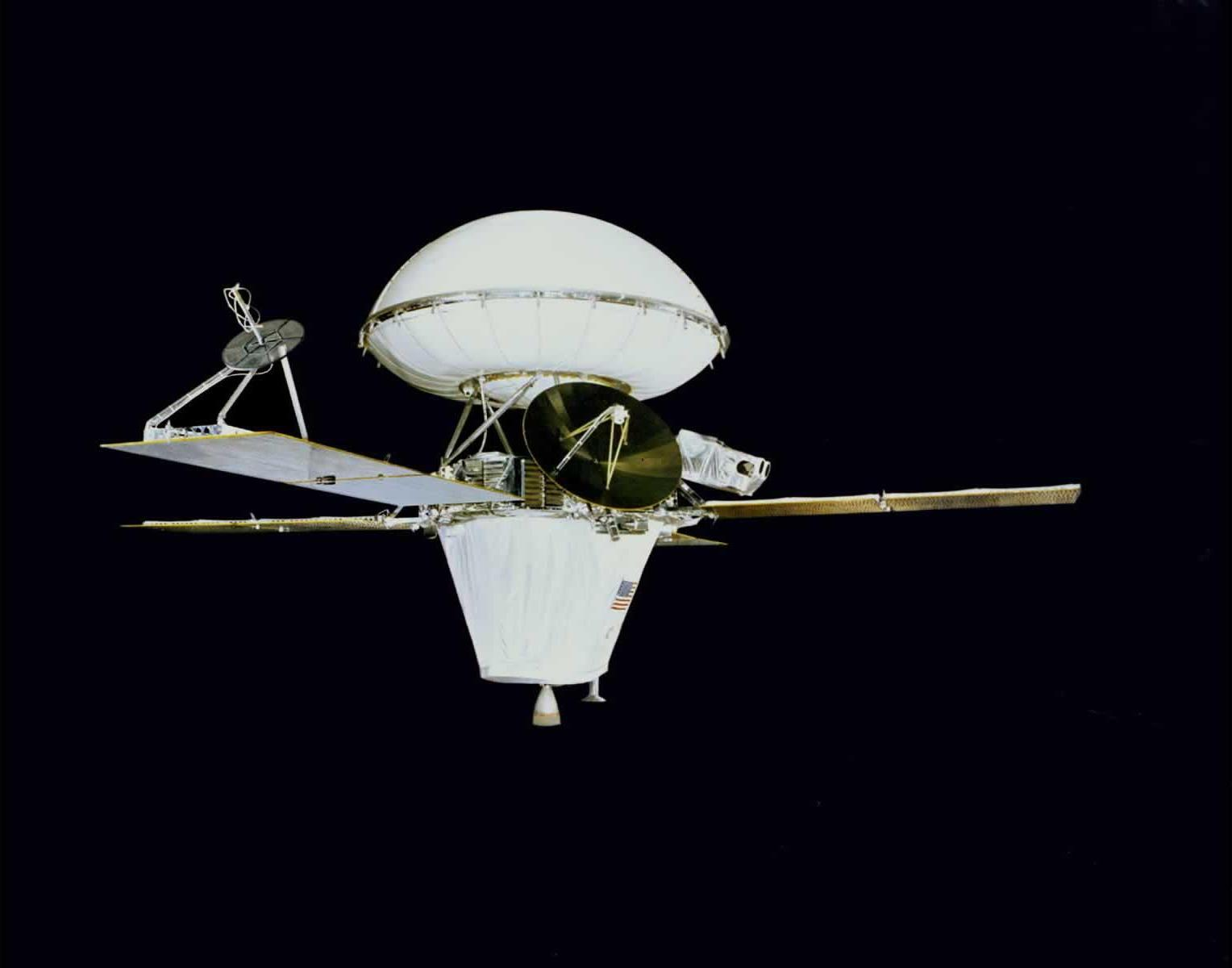
Viking 1.
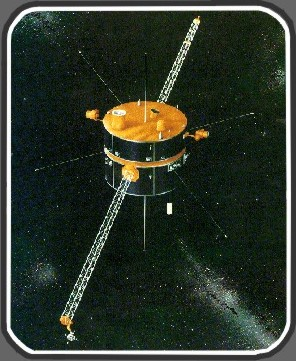
WIND.